# Gorno Kratovo
Gorno Kratovo (macedónul: Горно Кратово) település Észak-Macedóniában, a Északkeleti körzetben, Kratovo községben.

## Népesség
| Lakosok száma | 460  | 528  | 367  | 232  | 106  | 55   | 67   | 27   | 9    |
|               | 1948 | 1953 | 1961 | 1971 | 1981 | 1991 | 1994 | 2002 | 2021 |

- 2002-ben 27 lakosa volt, akik mindannyian macedónok.